# Harthausen
Harthausen là một đô thị thuộc thuộc huyện Rhein-Pfalz, bang Rheinland-Pfalz,phía tây nước Đức. Đô thị này có diện tích 8 km², dân số thời điểm ngày 31 tháng 12 năm 2006 là 3041 người.

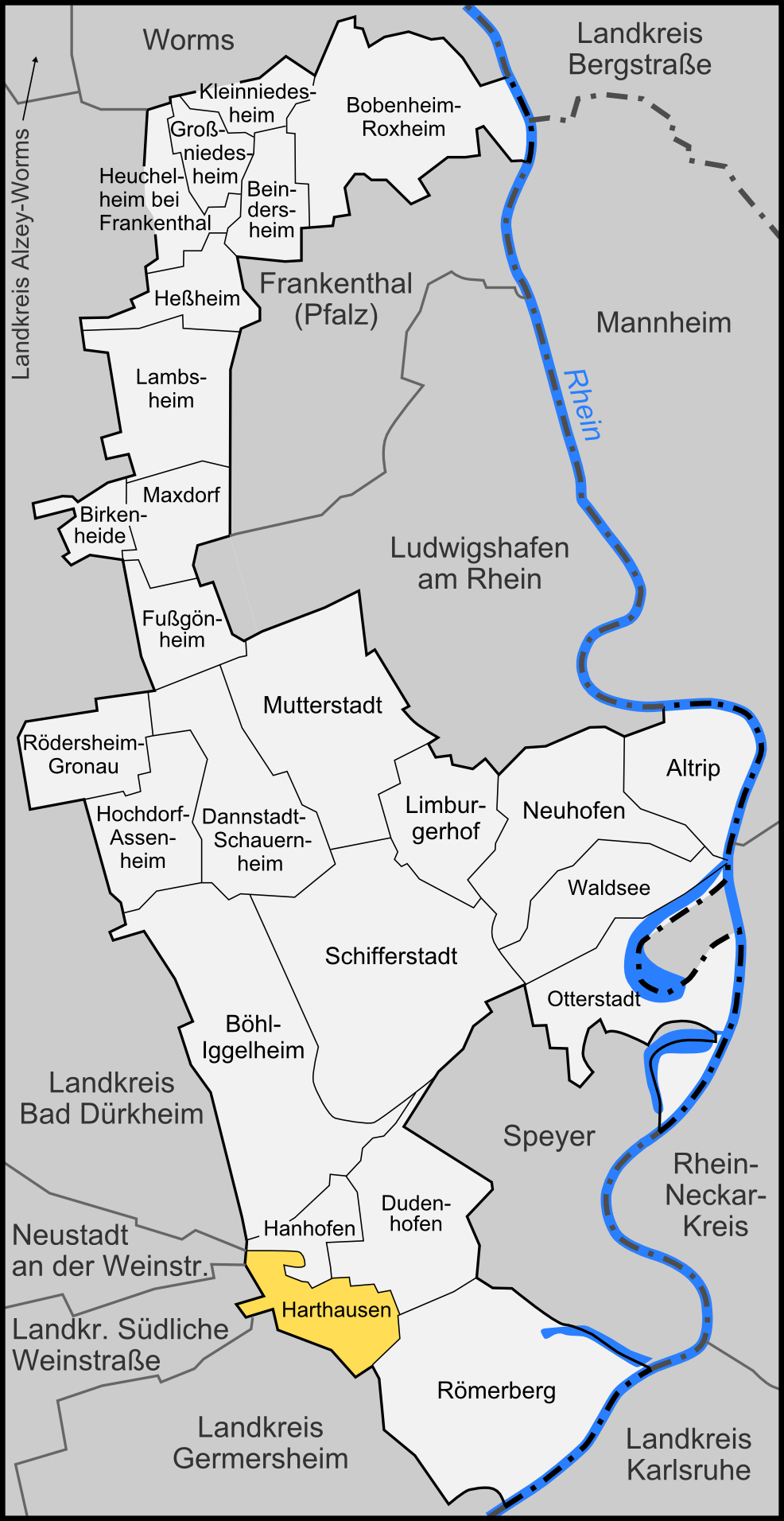